# مبيعات مركبة
 المبيعات المركبة، أو ما يعرف بـمبيعات قطاع الأعمال هي طريقة تستخدمها المؤسسات في التجارة أحيانًا عند الحصول على تعاقدات ضخمة بشأن البضائع و/أو الخدمات وحينئذ يتحكم العميل في عملية البيع بإصدار طلب عرض (RFP) والمطالبة برد على العرض من الموردين المحددين سلفًا أو الراغبين في ذلك. وتشمل المبيعات المركبة دورات مبيعات طويلة يدخل فيها عدد من صانعي القرارات. ويسهم أصحاب المصلحة في كل عملية من عمليات المبيعات المركبة.
وقد يدخل أي منتج أو خدمة ضمن المبيعات المركبة. وفي بعض الأحيان يحدث البيع المركب حين ينضج السوق ويرتفع قدر المجازفة بما يضمن لفت انتباه مجموعة متنوعة من أصحاب المصلحة في المؤسسات المشترية. وفي حالات أخرى، تأتي الحاجة إلى المبيعات المركبة عندما يكون المشتري لم يجرب البائع أو التقنية المراد بيعها أو إذا كان الحل يمثل حساسية بالنسبة للعمل أو يؤثر على المؤسسة المشترية على المدى الإستراتيجي. تم تصميم سلسلة من المرشحات، والخطوات الشرائية، وأصحاب المصلحة المعنيين للحد من المخاطر المرتبطة باتخاذ قرار شراء خاطئ.
في كثير من الأحيان ترتبط الحاجة إلى وجود العديد من أصحاب المصلحة أو المشترين المعنيين بمستوى المخاطر المتضمنة في شراء أو بيع السلع و / أو الخدمات. وبالنسبة للمشتري أو المنظمة المشترية فإن اتخاذ القرار يكون منوطًا بمشترٍ واحد وتميل العملية إلى أخذ شكل المعاملات التجارية إذا كان الشراء يؤثر فقط على مجموعة صغيرة من الناس أو على مكون من مكونات المؤسسة.
أما إذا كان الشراء يؤثر على المؤسسة بأكملها أو يؤثر على الشركة تأثيرًا إستراتيجيًا أو يمكن أن يغير في العمليات التجارية الخاصة بالمشتري، فغالبًا ما يكون مندوب المبيعات مطالبًا بمجموعة من المهارات التي تطابق مهارات خبير أو مستشار موضوعي أكثر من مجرد مندوب مبيعات. وهذا النوع من مندوبي المبيعات يطلق عليه كبير تنفيذي الحسابات أو تنفيذي المبيعات المركبة.
تحتاج فرص المبيعات الضخمة والمركبة ذات الطبيعة العالمية إلى مجموعة إضافية من المهارات الشخصية ومهارات المبيعات. ومما يزيد الأمر تعقيدًا، أحيانًا تكون هناك حاجة إلى وعي بالاختلاف بين الثقافات.
وكلما زاد حجم الشراء ومخاطرة المشتري، زادت دعائم الثقة والمصداقية لدى البائع. يستطيع أفضل تنفيذي المبيعات إضافة إلى وظيفة كبير تنفيذي الحسابات أو تنفيذي المبيعات المركبة ومهارات معرفة المنتجات واستشارات البيع أن يبنوا علاقات وطيدة مع العملاء وأن يجتازوا ويتجنبوا المآزق السياسية داخل مؤسسات العملاء.

## أشكال المبيعات المركبة
- بيع خدمات الهندسة الاستشارية
- مبيعات تقنيات المؤسسات مثل حلول إدارة علاقات العملاء (CRM) أو حلول نقطة البيع (POS)
- شبكات البيانات الخاصة مثل تبديل متعدد البروتوكولات باستخدام المؤشرات التعريفية (MPLS)
- مبيعات التأمين التجاري
- تطوير العقارات
- مبيعات الأساطيل الضخمة من السيارات
- مبيعات معدات استخراج المعادن (مثل حصيرة الجر وماكينة تجويف الأنفاق)
- مبيعات الحلول العلمية (تحليل البيانات وإدارتها)

## التحكم في المبيعات
نظرًا لارتفاع تكلفة العروض في المبيعات المركبة فإن نسبة الإصابة أي النسبة المئوية للعروض الناجحة تكون مؤشرًا مهمًا لأداء قوة العمل.